# كدسورة قرمزية
كدسورة قرمزية (الاسم العلمي:Kadsura coccinea) هي نوع من النباتات يتبع جنس الكدسورة من الفصيلة الشزندرية.